# Neretva (župa)
Neretva je bila politička župa u ranosrednjovjekovnoj oblasti Bosni. Nalazila se južno od političke župe Vrhbosne.

## Zemljopis
Neretva je srednjovjekovna humska i bosanska županija koja se protezala uz srednji tok rijeke Neretve, a obuhvaćala je kraj oko Konjica s obje strane Neretve. Na području je velikog koljena rijeke Neretve, oko gornje Neretve koje je na granici dviju regija i od prapovijesti dolinom Neretve i njenih rubova vodile su cestovne prometnice koje su povezivale srednju Bosnu s jadranskim primorjem.
Granice župe:
- zapad: kanjon Neretve od Prenja do ušća Rame, planina Bokševica i kanjon rječice Banje Lučice. Dalje na zapad je župa Rama.
- sjever: s uskopaljskom župom graničila je na Zec-planini. Od Zeca, preko Pogorelice i Bitovnje do Ivan-planine graničila je sa župom Lepenicom. Sa župom Vrhbosnom graničila je na obroncima planine Bjelašnice.
- istok: Boračkim jezerom te kanjonom rijeke Šištice i Rakitnice. Dalje prema istoku je Komska župa.
- jug: lanac najviših prenjskih visova: Otiš, Zelena glava, Kantar i Cetina.

## Povijest
Zbog srednjobosanskog rudogorja, plodne zemlja u dolini Neretve i bogate planinske ispaše na predjelu koljena Neretve između planinskih masiva Bitovnje, Bjelašnice i Visočice na sjeveru, te Prenja i Čvrsnice na jugu, u svim su razdobljima nastajala brojna naselja. U ranom srednjem vijeku ovdje je bila jedna teritorijalno politička organizacija klasičnog tipa župe – župa Neretva.
Prvi se put spominje u Ljetopisu Popa Dukljanina iz XII. st., a nestala je nakon osmanskih osvajanja srednjovjekovne Bosne 1463. i Hercegovine 1480-ih. Prema Ljetopisu Neretva je sastavni Podgorja u koji su ušle i župe Onogošt, Morača, Komarnica, Piva, Gacko, Nevesinje, Viševa, Kom i Rama. Podgorje skupa s Humskom zemljom, Trebinjem i Zetom sačinjava tzv. tetrarhiju ili federaciju od četiri oblasti od kojih svaka ima status polusamostalne zemlje – države. 
U ranom feudalizmu kad je funkcionirao cjeloviti župski sustav, Komska župa pripadala je župi Nevesinju isto onako kao što je Viševa spadala u Zagorje. No Kom se u starijoj povijesti izdvojio od nevesinjskih okvira te se oblikovao kao posebna upravno-politička cjelina, koja je bila župom barem po imenu. Kom cijelo 14. stoljeće je pod Sankovićima, a od početka 15. stoljeća pripada Kosačama skupa s humskim dijelom Neretve. Polovicom 11. stoljeća političkim činima pridružena je bosanskoj državi i bila je posebna statusa do dolaska bana Tvrtka na vlast 1353. godine. Pismo bana Tvrtka iz 1356. izdano in curia nostra in Nerethva najstarija je pisana vijest o vladarskoj domeni u tzv. bosanskoj Neretvi. Pod curia misli se na dvoru podignut za vladareve potrebe vladara. Bosanski vladari intenzivnije gospodarski i politički djeluju od polovice 14. stoljeća u župi Neretvi. Buduća Kraljeva zemlja i feudalna oblast Kosača razgraničuju se u 15. stoljeću duž rijeke Neretve od granica Komske župe do granica župe Rame. S desne strane Neretve bila je bosanska Neretva i pripala je Kraljevoj zemlji od 1404. godine do 1463. godine, a s lijeve strane rijeke bila je humska Neretva i Kom koji su pripali feudalnoj oblasti Kosača.